# Die Feuerengel
Die Feuerengel is een Duitse televisieserie over het wel en wee van een fictieve brandweerkazerne en de 7-koppige bemanning in Hamburg. De serie is een productie van Monaco Film GmbH en werd het eerst uitgezonden in 1997 door RTL.

## Rolverdeling
- Christoph Hemrich: Theo Grabowski
- Jens Peter Nünemann: Markus Hoffmann
- Christina Greb: Susanne Schulte
- Hans-Martin Stier: Karlheinz Erlenkamp
- Steffen Münster: Alexander Strasser
- Michael Härle: Harry Kast
- Katinka Heichert: Elena Boikowa